# Serrat de la Torre
El Serrat de la Torre és una muntanya de 624 metres que es troba entre els municipis de Balsareny i de Castellnou de Bages, a la comarca catalana del Bages. Al cim hi ha un vèrtex geodèsic (referència 281104001).
Dalt del serrat hi trobem l'anomenat pla de la Torre.